# Aragosaurus
Aragosaurus (que significa "lagarto de Aragão") é um gênero representado por uma única espécie de dinossauro saurópode macronaria que viveu em princípios do período Cretáceo, a cerca de 136 milhões de anos, no Hauteriviano, na atual Europa. A espécie tipo A. ischiaticus, foi descrita por Sanz, Buscalioni, Casanovas e Santafé, em 1987, na Formação El Castellar, em Galve, Teruel, Espanha. A descoberta deste dinossauro apoiou a teoria de que há milhões de anos todos os continentes estavam unidos (Pangeia). Os parentes próximos do Aragosaurus viveram nas áreas próximas, como Portugal, porém outros viveram em áreas remotas, como nos Estados Unidos e África Oriental. A descoberta destes fósseis apoiam a teoria da Pangeia, pois o Aragosaurus e seus parentes não poderiam ter nadado através dos oceanos. Se esses animais foram capazes de ir dos Estados Unidos até a Europa ou a África significa que estes continentes estavam unidos durante o Jurássico Superior e Cretáceo Inferior.

Os fósseis originais do Aragosaurus estão expostos no Museu Paleontológico de Galve e em Dinópolis-Legendark